# Louis Courron
Louis Courron, né le 9 avril 1914 à Vandenesse et mort le 21 novembre 1983 à Chamalières, est un athlète français.

## Carrière
Louis Courron est sacré champion de France du 10 kilomètres marche en 1942 à Bordeaux.
Il est aussi éliminé en séries du 10 kilomètres marche masculin aux Jeux olympiques d'été de 1948 à Londres.